# Eide
Eide este o comună în provincia Møre og Romsdal, Norvegia.